# مانصوري
مانصوري هي شركة تعديل سيارات تتخذ من ألمانيا مقرا لها وتشتهر بتعديل السيارات الفاخرة والسوبركار كذلك. أنشئت الشركة في عام 1989 على يد كوروش مانصوري. ركزت ورشته الواقعة في مدينة ميونخ الألمانية على تعديل الماركات البريطانية مثل رولز رويس وبنتلي وأستون مارتن وكذلك الماركات الإيطالية مثل فيراري. بحلول منتصف عام 2001، كانت نمت الشركة وانتقلت من مجرد ورشة في ميونخ إلى مقرها الجديد في فيتشيلبيرج. يقع مقر الشركة حاليا في براند في بافاريا الألمانية.
تركز الشركة حاليا على تعديل العلامات التجارية التالية; أستون مارتن، أودي، بي إم دبليو، بنتلي، بوغاتي، فيراري، مرسيدس-بنز ، لامبورغيني، رولز رويس، مازيراتي، بورش، لوتس ورنج روفر. أستحوذت شركة مانصوري في نوفمبر من عام 2007 على الفرع الألماني من شركة تعديل سيارات بورشيه التي تدعى رينسبيد. توظف شركة مانصوري اليوم حوالي 180 موظف في جميع أنحاء العالم ولديها شبكة بيع في جميع أنحاء العالم كذلك. كما تضم الشركة شبكة من الوكلاء في جميع أنحاء العالم في كلا من ألمانيا، الهند، الصين، كندا، روسيا، الولايات المتحدة، اليابان، اليونان، سويسرا، أيسلندا، الإمارات العربية المتحدة وعدة بلدان أخرى.